# アミルカル・カブラル国際空港
アミルカル・カブラル国際空港（英語: Amilcar Cabral International Airport）は、カーボベルデ共和国の主要な国際空港。サル島にあることからサル国際空港とも呼ばれる。本空港の主滑走路はカーボベルデ国内で最長であり、長距離国際線の飛行に用いられる。かつてスペースシャトルの非常着陸用の滑走路の1つにもなっていた。

## 歴史
1939年に、ローマと南米間の航空便の給油地点として開港。1947年にポルトガル政府がイタリア資本より購入した。

## 名称
カーボベルデ、ギニアビサウの革命指導者であるアミルカル・カブラルに由来している。

## 就航路線
| 航空会社                    | 就航地 |
| --------------------------- | --- |
| カーボベルデ航空            | ウンベルト・デルガード空港（リスボン） |
| ベストフライ・カーボベルデ  | ネルソン・マンデラ国際空港（プライア）、サン・ニコラウ空港 （サン・ニコラウ島）、サン・ヴィンセンテ空港（サン・ヴィセンテ島） |
| エア・セネガル              | ブレーズ・ジャーニュ国際空港（ダカール） |
| ビンターカナリアス          | グラン・カナリア空港（グラン・カナリア島） |
| ルクスエア                  | ルクセンブルク-フィンデル空港（ルクセンブルク市） |
| ネオス                      | ミラノ・マルペンサ空港（ミラノ）、フィウミチーノ空港（ローマ）、ヴェローナ＝ヴィッラフランカ空港（ヴェローナ） |
| TAPポルトガル航空           | ウンベルト・デルガード空港（リスボン） |
| TUIエアウェイズ             | ロンドン・ガトウィック空港（ロンドン）、バーミンガム空港（バーミンガム）、ブリストル空港（ブリストル）、グラスゴー国際空港（グラスゴー）、マンチェスター空港（マンチェスター）、ニューカッスル国際空港（ニューカッスル）、イースト・ミッドランズ空港（ノッティンガム）、 |
| TUIフライ・ベルギー         | ブリュッセル空港（ブリュッセル） |
| TUIフライ・ドイッチュラント | デュッセルドルフ空港（デュッセルドルフ）、フランクフルト空港（フランクフルト）、ハノーファー空港（ハノーファー）、ミュンヘン空港（ミュンヘン）、シュトゥットガルト空港（シュトゥットガルト）                                                                             |
| TUIフライ・ネーデルラント   | アムステルダム・スキポール空港（アムステルダム） |